# Sultanat
Sultanat é um filme de ação e drama romântico produzido na Índia, dirigido por Mukul S. Anand e lançado em 1986.